# سیزاب ایرانی
سیزاب ایرانی (با نام علمی: Veronica persica)، (به انگلیسی: Persian speedwell) که در انگلیسی با نام‌های دیگری همچون سیزاب بزرگ دشت (large field speedwell)، چشم پرنده (bird's-eye) و سیزاب زمستانی (winter speedwell) نیز شناخته می‌شود گیاهی گلدار و بومی اوراسیا است. ابتدا در سال ۱۸۲۵ میلادی در بریتانیا نامگذاری شد و سپس به آمریکای شمالی، شرق آسیا (ژاپن و تایوان) برده شد.
سیزاب ایرانی گیاهی یکساله است که با دانه تولیدمثل می‌کند. این گیاه ممکن است با گیاه خانواده پامچال یعنی anaghalis arvensis اشتباه گرفته شود
طرز تشخیص این دو گیاه این است که گیاه سیزاب دارای کرک بر روی برگها می‌باشد.

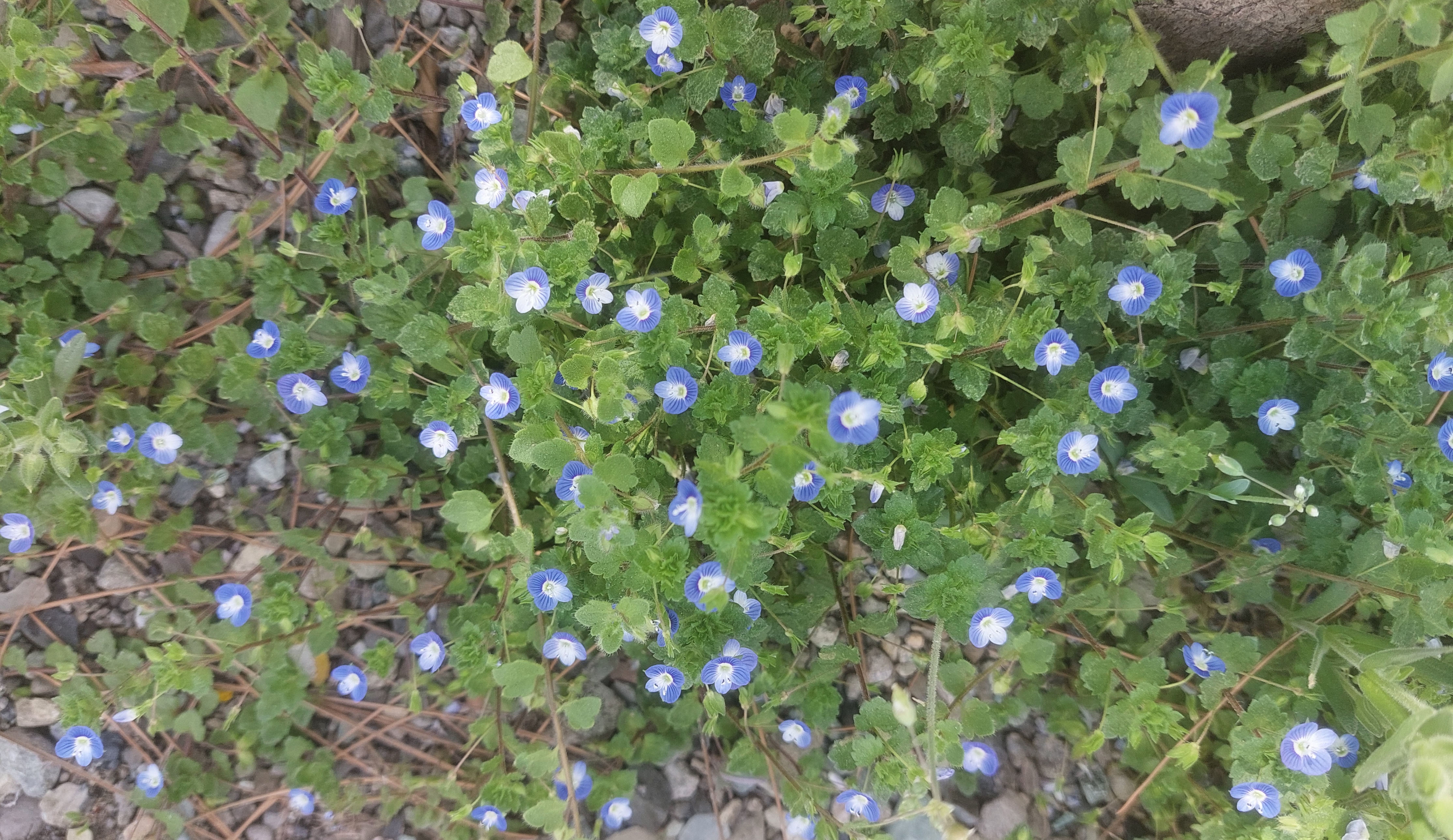
سیزاب ایرانی

## ویژگی‌ها
لپه‌های آن مثلثی‌شکل هستند. برگ‌های آن دُمبرگ کوتاه دارند و بیضی‌شکل هستند و طولی بین ۱ تا ۲ سانتی‌متر و لبه‌هایی دندانه‌دندانه و زبر دارند. برگ‌های آن دوبه‌دو به ساقه متصل می‌شوند. ساقه‌های ضعیفی دارد و معمولاً به‌طور فشرده رشد می‌کنند و بر زمین پهن می‌شوند. رشد این گیاه به صورت روزت است.

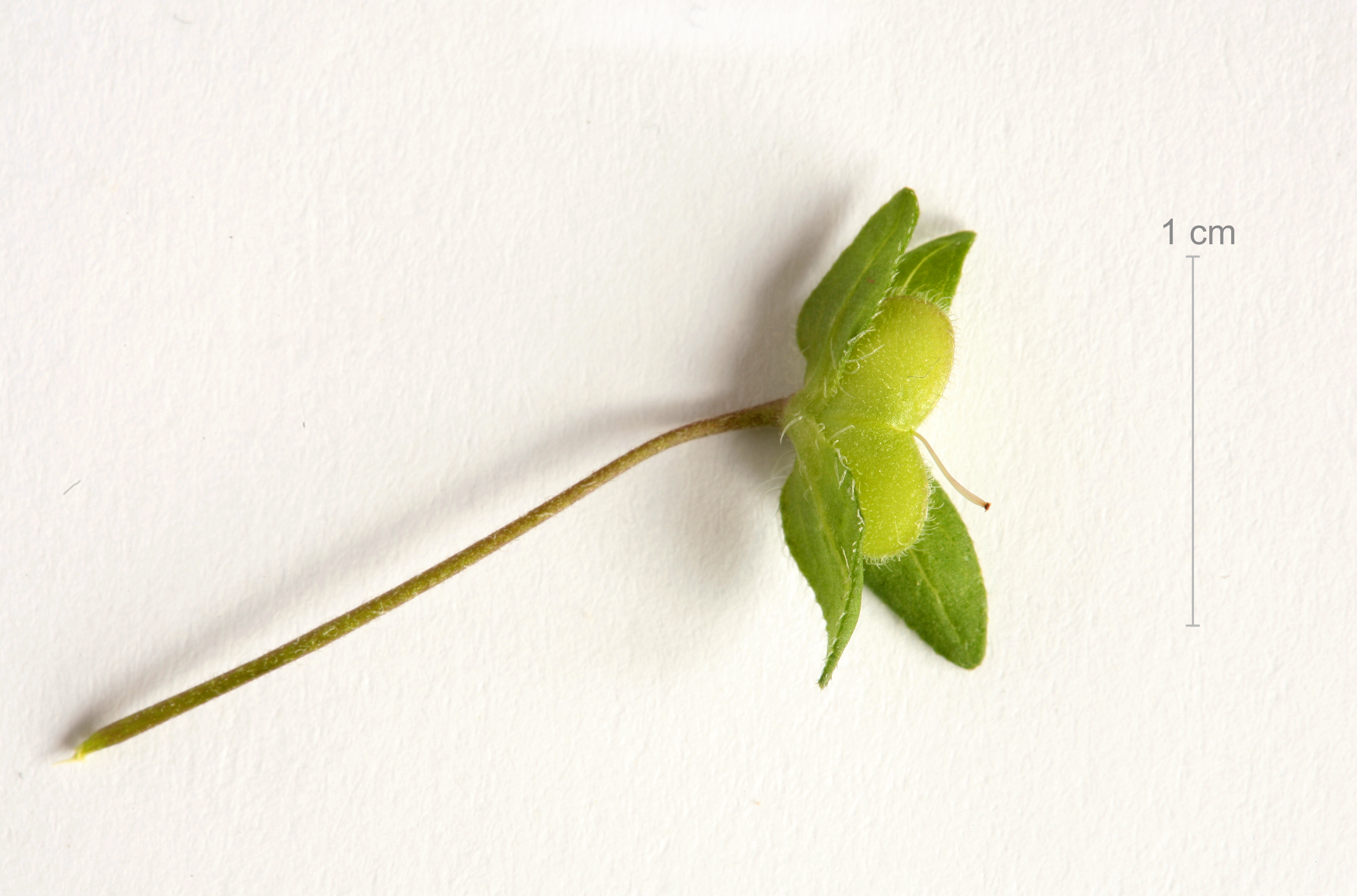
کپسول‌های بذر سیزاب ایرانی.

گل‌هایش کمتر از یک سانتی‌متر پهنا دارند و به رنگ آبی آسمانی به همراه خط‌های تیره و مرکز سفید هستند. هر گل معمولا دارای چهارگلبرگ است. گل‌ها در انتهای دم‌برگ‌های تنها، بلند و پوشیده از کرک‌های نرم قرار دارند. دانه‌های آن بین ۱ تا ۲ میلی‌متر درازا دارند و در هر سلول بین ۵ تا ۱۰ دانه قرار دارد.
فرق سیزاب ایرانی با گونه‌های مشابه‌اش در این است که دانه‌هایش در کپسول‌هایی به شکل قلب قرار دارند.
با اینکه گونه‌های مشابه بسیاری در باغچه‌ها کاشت می‌شود اما اینگونه را غالباً به عنوان علف هرز می‌شناسند.